# Anne Consigny
Anne Consigny (Alençon, 25 mei 1963) is een Frans actrice. Ze maakte in 1981 haar film- en acteerdebuut als Yuki in de Frans-Japanse film Yume, yume no ato van de Japanse modeontwerper Kenzo Takada. Sindsdien speelde ze in meer dan 25 films.
Consigny werd in 2006 genomineerd voor een César voor haar hoofdrol als Françoise in de romantische dramafilm Je ne suis pas là pour être aimé, in 2009 voor haar bijrol als Elizabeth Dédalus in de tragikomedie Un conte de Noël en in 2010 voor die als Françoise Graff in de dramafilm Rapt.
Consigny kreeg in 1988 samen met regisseur Benoît Jacquot zoon Vladimir Consigny. Die debuteerde in 2007 op het witte doek als Virgile in Hellphone en speelde in 2009 samen met zijn moeder in Les herbes folles.
Ze vertolkte eveneens een hoofdrol in de twee seizoenen van de dramatische mysterytelevisieserie Les Revenants (2012-2015).

## Filmografie
Exclusief 5+ televisiefilms
| - La Petite (2023) - La deuxième étoile (2017) - 7 minuti (2016) - Elle (2016) - History's Future (2016) - Trois coeurs (2014) - 96 heures (2014) - 12 ans d'âge (2013) - Swim Little Fish Swim (2013) - Ce que le jour doit à la nuit (2012) - Sous le figuier (2012) - Vous n'avez encore rien vu (2012) - De force (2011) - Rapt (2009) - Le dernier pour la route (2009) - Bambou (2009) - Un ange à la mer (2009) - Les Herbes folles (2009) - La première étoile (2009) - John Rabe (2009) | - Largo Winch (2008) - L'ennemi public nº1 (2008) - L'instinct de mort (2008) - Un conte de Noël (2008) - Le grand alibi (2008) - Coupable (2008) - Le Scaphandre et le Papillon (2007) - Anna M. (2007) - On va s'aimer (2006) - Du jour au lendemain (2006) - Je ne suis pas là pour être aimé (2005) - 36 Quai des Orfèvres (2004) - L'équipier (2004) - Le bison (et sa voisine Dorine) (2003) - En jouant 'Dans la compagnie des hommes' (2003) - Alice (1988) - Le soulier de satin (1985) - Yume, yume no ato (1981) |

- Bibsys: 13052656
- Biblioteca Nacional de España: XX5233594
- Bibliothèque nationale de France: cb14655141v (data)
- Catàleg d'autoritats de noms i títols de Catalunya: 981058522471506706
- Gemeinsame Normdatei: 143490362
- International Standard Name Identifier: 0000 0001 1463 8249
- Library of Congress Control Number: nr2006030209
- Nationale Bibliotheek van Tsjechië: xx0154486
- Nationale Bibliotheek van Israël: 987007325235005171
- Nederlandse Thesaurus van Auteursnamen: 331309327
- Réseau des bibliothèques de Suisse occidentale: 02-A027926000
- Système universitaire de documentation: 095755810
- Virtual International Authority File: 155110460
- WorldCat: E39PBJhmQQWX6GY4GFPYYkfDv3